# Spilosoma flavotergata
Spilosoma flavotergata là một loài bướm đêm thuộc phân họ Arctiinae, họ Erebidae.